# Premio Marzotto

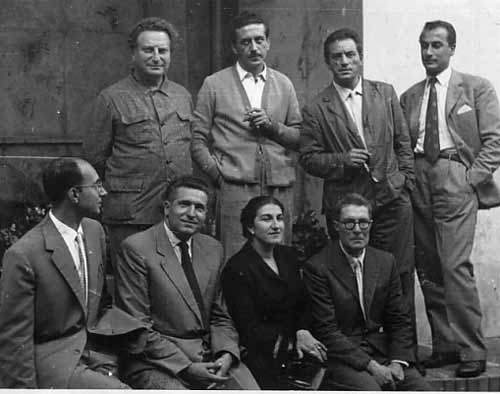
Der Premio Marzotto 1951 mit Enrico Accatino, Carlo Levi, Felice Mariani, Ornella Angeloni, Achille Sdruscia

Der Premio Marzotto (Marzotto-Preis) war von 1951 bis 1968 ein von der italienischen Industriellenfamilie
Marzotto aus Valdagno in der Provinz Vicenza initiierter Preis. Der Initiator, der Textilunternehmer Gaetano Marzotto, setzte eine Jury ein, die jährlich Preisträger in Disziplinen wie Literatur, Philosophie, Wirtschaft, Journalismus, Medizin und Chirurgie, Musik, Theater, Malerei etc. auswählte. Zur Jury gehörten Persönlichkeiten wie Mario Missiroli, Giovanni Ansaldo, Giuseppe Toffanin, Antonio Pagliaro und als Sekretär Edoardo Soprano. Der Jury gehörte in späteren Jahren auch Emilio Cecchi an.
Der Premio Marzotto hatte dadurch – auch international – eine gewisse Bedeutung, dass die Auswahl der Preisträger in manchen Fällen sehr mutig war und sowohl bereits etablierte Namen als auch junge Talente der italienischen und internationalen Generation der Nachkriegszeit ehrte. 1968, in der Zeit der Studentenrevolte, wurde der Preis eingestellt.

## Preisträger
Zu den Preisträgern in den verschiedenen Kategorien zählten:
Kunst
- Renato Guttuso
- Alberto Burri
- Filippo de Pisis
- Carlo Carrà
- Enrico Accatino
- Leonardo Cremonini
- Amadeo Scordia
- Silvio Loffredo
- Antonio Bueno
- Giuseppe de Gregorio
- Orazio Celeghin
- Pitt Moog
- Luigi Romers, 1955
- Emil Kiess, 1958
- Marie Raymond, 1960
- Lucio Fontana, 1962
- R. B. Kitaj, 1962
- Karl Otto Götz, 1962
- Heinz Mack, 1963
- Anton Heyboer, 1965
- Arman, 1966
- Paul Wunderlich, 1967

Literatur
- Amedeo Maiuri, 1951
- Giovanni Papini, 1952
- Corrado Govoni, 1953
- Aldo Palazzeschi, 1953
- Alberto Moravia, 1954
- Ardengo Soffici, 1955
- Bruno Cicognani, 1956
- Eugenio Montale, 1956
- Mario Luzi, 1957
- Umberto Saba, 1957
- Riccardo Bacchelli, 1959
- Vasco Pratolini, 1963
- Ignazio Silone, 1965

Theater
- Natalia Ginzburg, 1968

Literaturgeschichte und Kritik
- Giuseppe Antonio Borgese
- Ettore Lo Gatto
- Mario Praz
- Michel Tapié, 1964

Philosophie
- Ugo Spirito
- Luigi Stefanini

Geschichte
- Gioacchino Volpe, 1952

Musik
- Henk Badings, 1954
- Rolf Riehm, 1968